# Lilly Jacobsson
Lilly Jacobsson, geboren als Lilly Viktoria Matilda Jakobsson, (* 2. oder 8. Juni 1893 in Göteborg, Schweden; † 11. November 1979 in Odense, Dänemark) war eine schwedische Schauspielerin, ein Star im dänischen Stummfilm der 1910er Jahre.

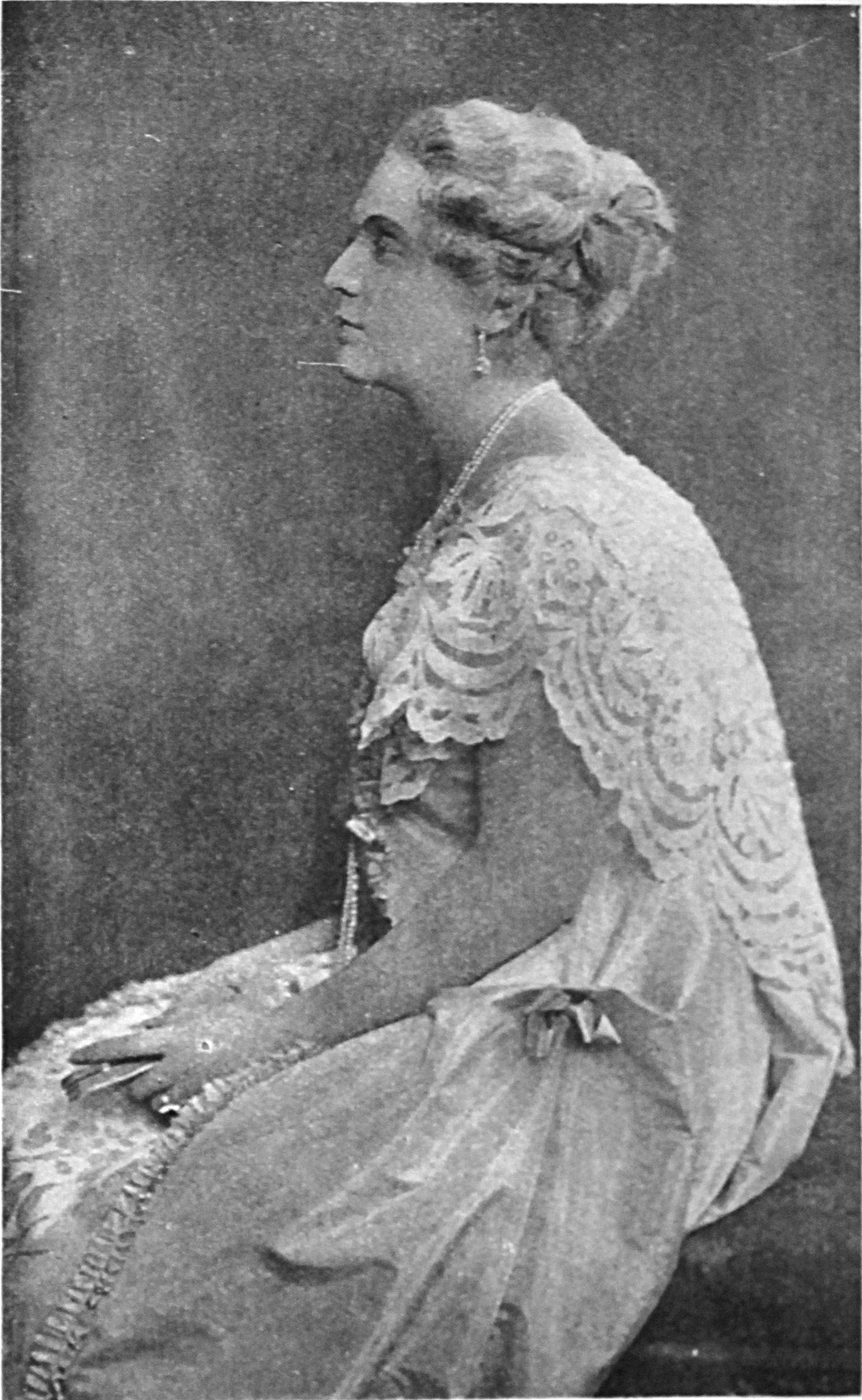
Lilly Jacobsson (1917)

## Leben und Wirken
Die Tochter von Albert Leonard Jakobsson und dessen Frau Emma Matilda Olausson stand bereits mit 18 Jahren vor schwedischen Filmkameras und wurde von der Filmgesellschaft Svenska Biografteatern bis Ende 1914 zielgerichtet – zuletzt mehrfach unter der Regie der beiden führenden Regisseure des Landes, Mauritz Stiller und Victor Sjöström – zum neuen Leinwandstar aufgebaut, ehe der Ausbruch des Ersten Weltkriegs ihre Karriere unterbrach. 1916 veranstaltete die größte dänische Produktionsfirma Nordisk Film einen Wettbewerb, bei dem für einen heimischen Spielfilm noch eine Schauspielerin gesucht wurde. Angeblich sollen sich etwa 500 bis 600 Bewerberinnen gemeldet haben. Schließlich wurde Lilly Jacobsson ausgewählt und nach Kopenhagen verpflichtet.
In nur wenigen Jahren spielte sie tragende Rollen in einer Reihe von bekannten Stummfilmen der Kriegs- und frühen Nachkriegszeit, die großenteils auch beachtliche Publikumserfolge wurden. In den Produktionen Die Lieblingsfrau des Maharadscha, Das Himmelsschiff und Die Lieblingsfrau des Maharadscha. Zweiter Teil hatte sie den norwegischen Kollegen Gunnar Tolnæs zum Partner, mit dem sie bereits 1914 in Schweden gemeinsam vor der Kamera gestanden hatte. 1918 lernte Lilly Jacobsson Asta Nielsen bei den Dreharbeiten zu Der Fackelträger, wo sie eine Nebenrolle spielte, kennen.
Am 14. November 1919 heiratete die gebürtige Schwedin in der Frederiksberg-Kirche den gleichaltrigen Betriebsleiter von Odense Gasværk und Direktor der Danske Gaskompagni, Corbett Edwards, kennen und zog sich von der Schauspielerei zurück. Lediglich Asta Nielsen gelang es, sie im darauf folgenden Jahr für den von ihr produzierten deutschen Hamlet-Film mit dem Angebot, die Ophelia zu spielen, noch einmal zurück vor die Kamera zu locken. Anschließend zog sich Lilly Jacobsson aus der Öffentlichkeit zurück und lebte mit ihrem Gatten bis zu dessen Tod im Jahre 1977 in Odense.

## Filmografie
- 1911: Opiumhålan
- 1912: Mor och dotter
- 1912: Samhällets dom
- 1912: Kolingens goloscher
- 1912: Musikens makt
- 1913: En skärgårdsflickas roman
- 1913: Gränsfolken
- 1913: När larmklockan ljuder
- 1914: Stormfågeln
- 1914: För fäderneslandet
- 1914: En av de många
- 1914: Strejken
- 1916: Die Lieblingsfrau des Maharadscha (Maharadjahens yndlingshustru)
- 1917: Kvinden med de smukke Øjne
- 1918: Testamentets hemmelighed
- 1918: Folkets ven
- 1918: Das Himmelsschiff (Himmelskibet)
- 1918: Die Lieblingsfrau des Maharadscha. Zweiter Teil (Maharadjaens Yndlingshustru II)
- 1918: Der Fackelträger (Mod lyset)
- 1919: Klaviervirtuosen
- 1919: Hendes Helt
- 1921: Hamlet